# Токийский противопаводковый коллектор

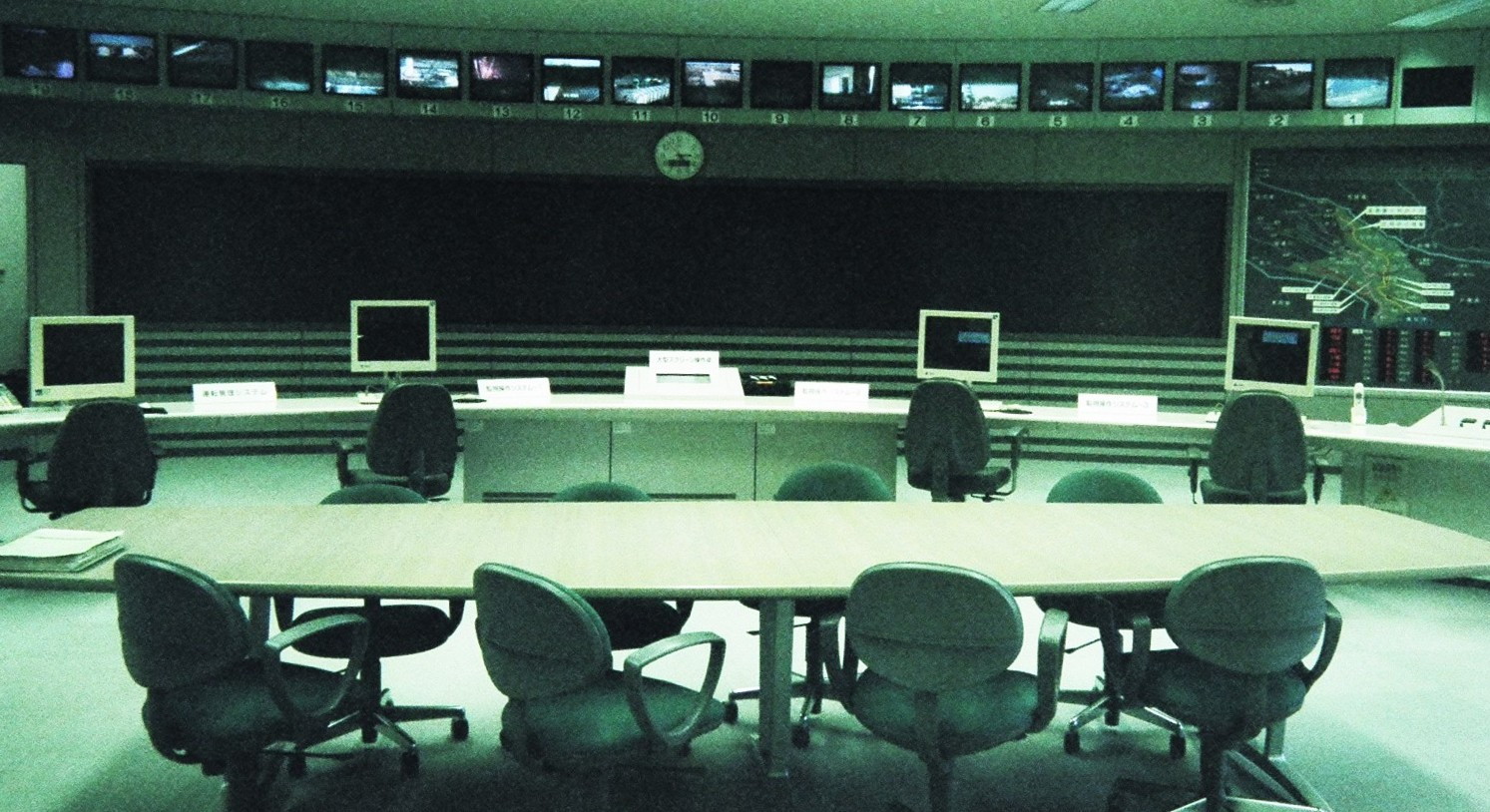
Центральная диспетчерская «G-Cans»

Токийский противопаводковый коллектор  (яп. 首都圏外郭放水路 Сютокэн Гайкаку Хо:суйро) — противопаводковое инженерное сооружение, расположенное в пределах города Касукабе, префектура Сайтама, Япония. Это крупнейшее в мире подземное инженерное сооружение для отвода паводковых вод, построенное для смягчения последствий разлива основных водных путей и рек Токио во время цую и тайфунов. Представляет собой подземную систему туннелей и резервуаров, собирающую воду под землёй во время разлива рек и тайфунов, а затем при помощи насосов перекачивающую её в реку Эдо.

## История строительства
Строительство сооружения началось в 1992 году, а основные работы были завершены в 2006 году. Токийский противопаводковый коллектор состоит из пяти вертикальных водохранилищ-«колодцев», высота самого большого составляет около 70 м. Туннели связывающие водохранилища имеют диаметр около 10 м и проложены на глубине 50 м, их общая протяжённость составляет 6,4 км. В самом большом зале длиной 177 м, шириной 78 м, высотой 25,4 м установлено 59 массивных колонн, каждая весом 500 т, поддерживающих потолок, зал соединён с 78 гидронасосами, приводимыми в движения газовыми турбинами общей мощностью 10 МВт, 14 000 лошадиных сил. С их помощью вода поднимается до уровня воды в реке Эдо. Мощность гидронасосов позволяет перекачивать до 200 м³/с. По состоянию на 2008 год в проект вложено более 2 млрд $.
Токийский противопаводковый коллектор является туристической достопримечательностью.

## Освещение в СМИ
В японских СМИ самый большой резервуар токийского противопаводкового коллектора, из-за своих огромных размеров часто называют «подземным храмом» Размеры токийского противопаводкового коллектора позволяют перемещаться внутри него на автотранспорте. По причине футуристической обстановки и, из-за своих огромных размеров, объект часто используется для съёмок кинофильмов и телевизионных программ. В частности, в 2006 году там снимался рекламный ролик для автомобиля Land Rover.
Токийский противопаводковый коллектор появлялся в одном из выпусков голландского реалити-шоу Wie is de Mol?.
В видеоигре Mirror’s Edge было представлено несколько дизайнов уровней, вдохновленных токийским противопаводковым коллектором.
В 2014 году в австралийском научно-познавательном шоу Catalyst на телеканале ABC был показан короткий документальный фильм под названием «Предотвращение наводнений в Токио» о токийском противопаводковом коллекторе и связанных с ним структурах по смягчению последствий наводнений.
В 2015 году во время съёмок фильма «Голодные игры: Сойка-пересмешница. Часть 2» токийский противопаводковый коллектор также использовался во время съёмки сцен подземного подхода к Капитолию.